# Ctenosciaena peruviana
Ctenosciaena peruviana es una especie de pez de la familia Sciaenidae.

## Morfología
Los machos pueden llegar alcanzar los 21 cm de longitud total.

## Alimentación
Come zooplancton, eufausiáceoss y otros crustáceos pequeños.

## Depredadores
Es depredado por Trachurus symmetricus, Merluccius gayi gayi y Merluccius gayi peruanus .

## Distribución y hábitat
Es un pez de mar, de clima tropical y bentopelágico que vive entre 20-324 m de profundidad.
Se encuentra en el Océano Pacífico suroriental.